# Tunnel Hsuehshan
Il tunnel Hsuehshan (cinese tradizionale: 雪山隧道; pinyin: Xuěshān Suìdào; Wade-Giles: Hsueh-shan Sui-tao) o "galleria del Monte innevato", con i suoi 12 942 m è la più lunga galleria di Taiwan, situata sull'autostrada taiwanese no. 5 Taipei-Yilan, e aperta al traffico il 16 giugno 2006.
La strada collega la città di Taipei alla contea nordorientale di Yilan (Ilan), riducendo il tempo di viaggio da due ore ad appena mezz'ora. Uno degli scopi principali per i quali è stata costruita la galleria, era di collegare la costa occidentale di Taiwan, dove vive il 95% della popolazione, alla costa orientale, e quindi di porre un freno allo sviluppo squilibrato dell'isola.
Il tunnel è costituito da una galleria pilota e due gallerie principali, una per il traffico in direzione est e l'altra per quello verso ovest. La lunghezza totale è di 12 942 m, rendendo il tunnel Hsuehsan la più lunga galleria stradale dell'est asiatico e la quinta galleria stradale al mondo.

## Costruzione
Durante i lavori di scavo, gli ingegneri hanno incontrato situazioni geologiche difficili, come roccia fratturata e forti infiltrazioni d'acqua, che hanno causato ritardi importanti. Una delle tre TBM nel tubo verso ovest è stata sommersa da un collasso del terreno. Per accelerare i lavori di scavo è stato predisposto un attacco intermedio supplementare in corrispondenza del posto di scambio numero 2 (sotto il pozzo di ventilazione numero 2). Lungo il tracciato della galleria vi sono sei faglie principali, numerose zone fratturate e falda artesiana. Per questo, dei collassi del tunnel con conseguente allagamento si sono verificati periodicamente durante la costruzione. Complessivamente 25 persone hanno perso la vita durante i 15 anni dei lavori di costruzione.

## Caratteristiche
- Lunghezza del tunnel:
  - tunnel direzione est: 12 917 m
  - tunnel direzione ovest: 12 942 m
- Velocità massima: 70 km/h
- Ubicazione: Pinglin, Taipei County e Toucheng, Yilan County
- Pozzi di ventilazione: 3
- Costo complessivo: TWD 18 555 000 000
- Inizio lavori:
  - cunicolo pilota: luglio 1991
  - gallerie principali: 23 luglio 1993
- Data di apertura: 16 giugno 2006

## Traffico
Transitando attraverso il tunnel Hsuehshan i veicoli non possono superare il limite di velocità di 70 km/h. In caso contrario il conducente è passibile di una multa variante tra 3 000 TWD (94 US$) e 6 000 TWD. . Di regola la velocità minima è di 50 km/h. I veicoli normalmente devono mantenere una distanza minima di 50 m. Anche quando la velocità è inferiore a 20 km/h a causa del traffico congestionato, occorre mantenere una distanza di 20 m . Doppie linee di sicurezza vietano il cambio di corsia. Delle videocamere di sorveglianza automatizzate sorvegliano i veicoli che superano i limiti di velocità, non mantengono la distanza di sicurezza o cambiano corsia. Inizialmente era prevista la tolleranza zero per chi superasse i limiti di velocità, multando anche chi dovesse viaggiare a 71 km/h. Dopo diverse controversie, a partire dal 16 settembre 2006 è stata introdotta una tolleranza di 10 km/h, rinunciando a sanzionare automaticamente velocità fino a 80 km/h.
Il tunnel Hsuehshan trasmette un programma radio dedicato agli automobilisti su due frequenze FM all'interno della galleria. Gli automobilisti possono ascoltare annunci riguardanti la galleria, regole per la guida all'interno del tunnel e musica.